# Скумбакис, Димитриос
Димитриос Скумбакис (греч. Δημήτρης Σκουμπάκης; род. 18 декабря 1998, Ханья) — греческий ватерполист, игрок сборной Греции. Серебряный призёр летних Олимпийских игр 2020 года, трёхкратный призёр чемпионатов мира 2022, 2023 2025 годов, серебряный призёр Средиземноморских игр 2018 года. Участник двух Олимпийских игр (2020 и 2024 годов).

## Карьера
На клубном уровне Димитриос Скумбакис играл за чемпионов греческой серии «Олимпиакос СФП» с 2018 по 2021 год, в 2022 году переехал в Белград.
В 2018 году Скумбакис в составе сборной Греции по водному поло стал серебряным призёром Средиземноморских игр, которые состоялись в испанской Таррагоне.
В 2021 году принимал участие в летних Олимпийских играх в Токио, где греки неожиданно дошли до финала, уступив в решающем матче сербам и завоевали серебряные медали. В составе греческой сборной играл Димитриос.
В 2022 году на чемпионате мира в Будапеште сборная Греции уступила итальянцам в полуфинале. Матч за третье место греки выиграли у Хорватии со счетом 9:7, а Скумбакис стал призёром чемпионатов мира. В следующем году на Чемпионате мира в Фукуоке греки обыграли Черногорию со счетом 10:9 в четвертьфинале и сербов со счетом 13:7 в полуфинале. В финальном матче против Венгрии потребовалась серия пенальти, которую венгры выиграли. На этом турнире Скумбакис входил в состав сборной Греции.
На Олимпийских играх 2024 года в Париже Скумбакис и сборная Греции уступили сербам со счетом 11:12 в четвертьфинале. По итогам всего турнира греки заняли пятое место.
В 2025 году на чемпионате мира в Сингапуре в составе сборной завоевал бронзовую медаль. В матче за третье место Греция обыграла Сербию со счётом 16:7. 